# Lars Boom

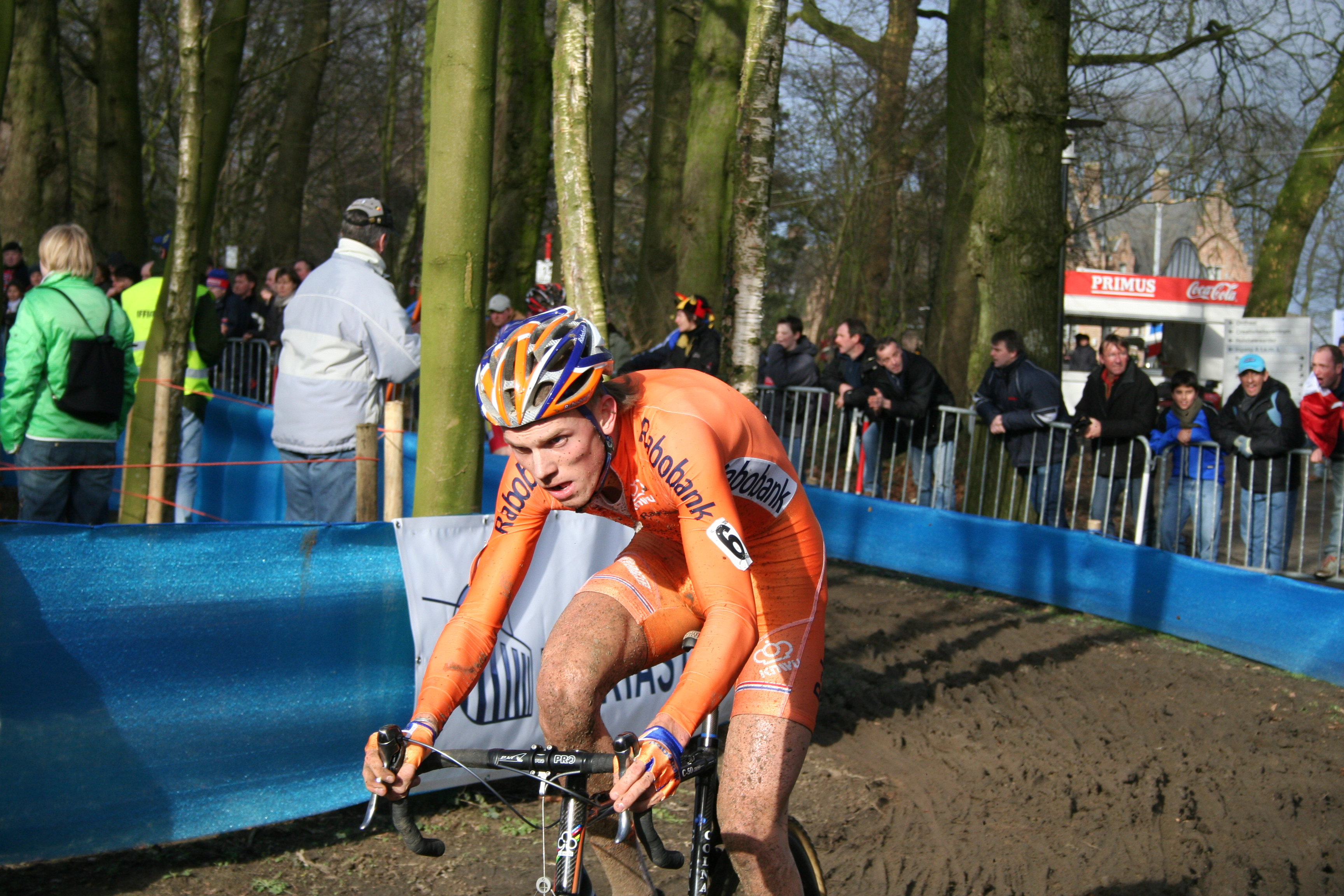
Lars Boom aux championnats du monde de cyclo-cross 2009

Lars Anthonius Johannes Boom est un coureur cycliste néerlandais né à Vlijmen le 30 décembre 1985, et pratiquant le cyclisme sur route et le cyclo-cross. 
Boom a remporté le championnat du monde de cyclo-cross en 2008. Il a également été plusieurs fois champion des Pays-Bas de cyclo-cross. Sur route, il est double champion des Pays-Bas en 2008. Il a également remporté l'Eneco Tour 2012, une étape du Tour d'Espagne 2009 et du Tour de France 2014.

## Biographie

### Les débuts
Lars Boom est champion des Pays-Bas de cyclo-cross dans sa catégorie depuis 2001 ; junior de 2001 à 2003, moins de 23 ans (« U23 ») en 2002 et 2003, et élite depuis 2004.
Sur la route, dès 2005, il remporte le Triptyque des Barrages, et termine deuxième du Tour de Hesse derrière Cezary Zamana. 
Durant la saison de cyclo-cross 2005-2006, Lars Boom, alors âgé de 20 ans, enregistra plusieurs succès, dont une victoire devant Sven Nys au Grand Prix Sven Nys ainsi qu'à la Vlaamse Druivenveldrit Overijse après que Bart Wellens fut disqualifié pour avoir frappé un spectateur. Boom fut battu au sprint par Zdeněk Štybar aux championnats du monde U23 de cyclo-cross, mais domina la course l'année suivante et acquit le maillot arc-en-ciel de champion du monde. Au cours de la saison sur route, il remporte sa première course par étape de première catégorie, le Tour du district de Santarém, grâce à sa victoire dans le contre-la-montre de la 3e étape. Il remporte également le Triptyque des Monts et Châteaux en Belgique. 
Pour la saison 2006-2007, Lars Boom eut l'autorisation de disputer le championnat des Pays-Bas de cyclo-cross dans la catégorie élite. Il remporte la course et devient champion des Pays-Bas. Quelques semaines plus tard, il devient champion du monde de cyclo-cross espoirs. Outre ces succès en cyclo-cross, Boom a réalisé de bonnes performances sur route, gagnant plusieurs courses dont le Tour de Bretagne. En septembre 2007, il est devenu champion du monde du contre-la-montre dans la catégorie Espoirs (U23) devant le Russe Mikhail Ignatiev. En novembre 2007, il a reçu le Gerrit Schulte Trophy, récompensant le cycliste néerlandais de l'année, pour ses deux titres de champion du monde.
Pendant la saison 2007-2008, Lars Boom a remporté trois manches de la Coupe du monde dont 2 aux Pays-Bas, à Pijnacker et Hoogerheide et une en France à Liévin, et a doublé son titre de champion des Pays-Bas mais surtout il est devenu champion du monde de cyclo-cross. Sur route, il remporte de nombreuses victoires sur des courses par étapes de deuxième catégorie, dont l'Olympia's Tour, le Tour de Lleida, s'affirmant comme un des plus grands espoirs du cyclisme néerlandais. Il remporte également le titre de Champion des Pays-Bas contre-la-montre.

### La confirmation
Après avoir remporté une étape du Tour d'Espagne 2009 notamment, il remporte en 2010 le prologue de Paris-Nice.
En 2011, il gagne les prologues du Tour du Qatar et du Critérium du Dauphiné, et termine 9e de Gand-Wevelgem.
Pendant la saison des classiques de 2012, il obtient son meilleur résultat lors de Paris-Roubaix, en prenant la sixième place. En juin, il prend la deuxième place de quatre courses néerlandaises : le Ronde van Zeeland Seaports, le Ster ZLM Toer, dont il gagne l'étape contre-la-montre, et les championnats nationaux de la course en ligne et du contre-la-montre. Aux Jeux olympiques de Londres, il représente les Pays-Bas lors des deux épreuves sur route. Pour la course en ligne, il fait équipe avec Robert Gesink, Sebastian Langeveld, Niki Terpstra et Lieuwe Westra. Il termine à la onzième place, dans le premier groupe arrivé après le vainqueur Alexandre Vinokourov et Rigoberto Urán. Il dispute ensuite le contre-la-montre avec Lieuwe Westra, et en prend la 22e place. Dix jours plus tard, il remporte l'Eneco Tour. Après le Tour d'Espagne, il participe aux championnats du monde sur route, dans le Limbourg néerlandais. Il prend d'abord la cinquième place du nouveau championnat du contre-la-montre par équipes de marques avec son équipe Rabobank. Il est ensuite l'un des quatre « coureurs protégés » de l'équipe des Pays-Bas pour la course en ligne,. Il prend la cinquième place de ce championnat. 
En 2014, il remporte en solitaire la cinquième étape du Tour de France comportant plusieurs secteurs pavés. Très régulier, il termine deuxième de l'Eneco Tour et se classe finalement 47e de l'UCI World Tour. Après avoir passé toute sa carrière au sein de l'équipe Rabobank devenue Blanco puis Belkin, il décide de rejoindre l'équipe Astana en 2015, malgré les affaires de dopage traversées par l'équipe. Il annonce viser les classiques et plus particulièrement Paris-Roubaix, ainsi que le Tour de France.
Au printemps 2015, il est sixième du Tour des Flandres, puis quatrième de Paris-Roubaix. En été, il est au départ du Tour de France à Utrecht, aux Pays-Bas. Il y est équipier du tenant du titre Vincenzo Nibali. Il est au centre d'une controverse au début du Tour, car son niveau de cortisol est trop bas pour participer à une course, selon les règles du MPCC. Mais la direction d'Astana décide quand même de l'aligner. Boom déclare que c'est son inhalateur d'asthme qui est en cause. Souffrant d'une grippe, il doit abandonner le Tour après la première journée de repos.
En août 2016, il signe un contrat avec la formation néerlandaise Lotto NL-Jumbo.
Il est opéré d'une arythmie cardiaque en décembre 2017. Il reprend la compétition lors du Paris-Nice 2018. En mai 2018, il est expulsé du Tour de Norvège après avoir agressé en course le Belge Preben Van Hecke. Des images vidéo ont montré un incident où Van Hecke a freiné de manière intensive, ce qui a contrarié Boom. Il a doublé Van Hecke et lui a donné un coup coude puis un coup de poing. Les deux coureurs reçoivent également des amendes. Lars Boom s'est excusé via les réseaux sociaux, mais sa formation n'a pas apprécié son mauvais geste jugeant son attitude « inacceptable ». Le 2 juillet, l'UCI le suspend pour un mois complet avec effet immédiat, ce qui l'exclut automatiquement du Tour de France.

### Dernière saison professionnelle et reconversion
En 2019, il quitte Lotto NL-Jumbo et le World Tour pour rejoindre Roompot-Charles, une équipe néerlandaise de deuxième division. Après l'arrêt de l'équipe en décembre 2019, il se retrouve sans contrat, mais continue la compétition dans des épreuves de gravel, de VTT marathon et de beachrace.
En juin 2020, il devient directeur de la performance au sein de l'équipe World Tour féminine CCC-Liv, de l'équipe et en particulier pour préparer la version féminine de Paris-Roubaix.
De 2022 à octobre 2024, Lars Boom est directeur sportif dans l'équipe cycliste SD Worx-Protime.
En octobre 2024, il devient directeur sportif de l'équipe cycliste FDJ-Suez.

## Palmarès sur route et classements mondiaux

### Coureur amateur
| - 2002 - 3e de la Classique des Alpes juniors - 2003 - 2eb étape du Tour de Toscane juniors - 2eb étape du Tour du Pays de Vaud (contre-la-montre) - Course de côte d'Herbeumont - 2e de la Classique des Alpes juniors - 3e de Liège-La Gleize - 2004 - 2e étape du Triptyque ardennais - 3e du Circuit des Mines - 2005 - Triptyque des Barrages : - Classement général - 2e étape (contre-la-montre) - 2e étape du Tour de la Somme - 2006 - Tour du district de Santarém : - Classement général - 3e étape (contre-la-montre) - Triptyque des Monts et Châteaux : - Classement général - 2ea étape (contre-la-montre) - 3ea étape du Tour de Thuringe (contre-la-montre) - 2e du championnat des Pays-Bas du contre-la-montre espoirs | - 2007 - Champion du monde du contre-la-montre espoirs - Champion des Pays-Bas du contre-la-montre espoirs - Tour de Bretagne : - Classement général - Prologue et 5e étape (contre-la-montre) - Prologue du Tour de Normandie - Omloop der Kempen - Prologue, 4e et 6e (contre-la-montre) étapes de l'Olympia's Tour - 3e du Tour du district de Santarém - 3e du Tour du Poitou-Charentes - 2008 - Champion des Pays-Bas sur route - Champion des Pays-Bas contre-la-montre - 1re, 5eb (contre-la-montre) et 7e étapes du Circuito Montañés - Olympia's Tour : - Classement général - 7e (contre-la-montre) et 8e étapes - Tour de Lleida : - Classement général - 5ea (contre-la-montre par équipes) et 5eb étapes - 4e étape du Tour de León - 3e et 6e (contre-la-montre) étapes du Tour de Bretagne |  |

### Coureur professionnel
| - 2009 - Classement général du Tour de Belgique - 15e étape du Tour d'Espagne - 2010 - Prologue de Paris-Nice - Grand Prix Jef Scherens - 3e du championnat des Pays-Bas sur route - 6e de l'Eneco Tour - 2011 - Prologue du Tour du Qatar - 1re étape de Tirreno-Adriatico (contre-la-montre par équipes) - Prologue du Critérium du Dauphiné - Tour de Grande-Bretagne : - Classement général - 3e et 6e étapes - 9e de Gand-Wevelgem - 2012 - 3e étape du Ster ZLM Toer - Classement général de l'Eneco Tour - 2e du Ronde van Zeeland Seaports - 2e du Ster ZLM Toer - 2e du championnat des Pays-Bas du contre-la-montre - 2e du championnat des Pays-Bas sur route - 5e du championnat du monde sur route - 6e de Paris-Roubaix | - 2013 - 2e étape du Tour méditerranéen - 2e étape du Tour du Haut-Var - Ster ZLM Toer : - Classement général - 4e étape - 2e du Tour du Haut-Var - 2014 - 5e étape du Tour de France - 2e de l'Eneco Tour - 2015 - 1re étape du Tour du Danemark - 4e de Paris-Roubaix - 6e du Tour des Flandres - 2016 - 6e du Grand Prix E3 - 2017 - 5e étape du BinckBank Tour - Tour de Grande-Bretagne : - Classement général - 5e étape (contre-la-montre) - 8e du BinckBank Tour |  |

### Résultats sur les grands tours

#### Tour de France
5 participations
- 2010 : 130e
- 2011 : abandon (13e étape)
- 2013 : 105e
- 2014 : 97e, vainqueur de la 5e étape
- 2015 : non-partant (10e étape)

#### Tour d'Espagne
3 participations
- 2009 : 55e, vainqueur de la 15e étape
- 2012 : 107e
- 2018 : 153e

### Classements mondiaux
| Année                  | 2005 | 2006 | 2007 | 2008 | 2009 | 2010 | 2011 | 2012 | 2013 | 2014 | 2015 | 2016 |
| ---------------------- | ---- | ---- | ---- | ---- | ---- | ---- | ---- | ---- | ---- | ---- | ---- | ---- |
| Calendrier mondial UCI |      |      |      |      | 141e | 92e  |      |      |      |      |      |      |
| UCI World Tour         |      |      |      |      |      |      | 129e | 34e  | 161e | 47e  | 45e  | 115e |
| UCI Europe Tour        | 85e  | 64e  | 14e  | 16e  |      |      |      |      |      |      |      | 827e |

## Palmarès en cyclo-cross
| - 2000-2001 - Champion des Pays-Bas de cyclo-cross cadets - 2001-2002 - Champion des Pays-Bas de cyclo-cross juniors - 2002-2003 - Champion du monde de cyclo-cross juniors - Champion des Pays-Bas de cyclo-cross juniors - 2003-2004 - Champion des Pays-Bas de cyclo-cross espoirs - Cyclo-cross de Ruddervoorde (U23) - 2004-2005 - Champion d'Europe de cyclo-cross espoirs - Champion des Pays-Bas de cyclo-cross espoirs - Cyclo-cross d'Amersfoort - Cyclo-cross de Veldhoven - Cyclo-cross d'Overijse - 2005-2006 - Champion des Pays-Bas de cyclo-cross espoirs - Grand Prix Sven Nys - 2e du championnat du monde de cyclo-cross espoirs - 2006-2007 - Champion du monde de cyclo-cross espoirs - Champion des Pays-Bas de cyclo-cross - Omloop der Kempen - Cyclo-cross de Pijnacker | - 2007-2008 - Champion du monde de cyclo-cross - Champion des Pays-Bas de cyclo-cross - Grand Prix Adrie van der Poel - Cyclo-cross de Liévin - Grand Prix de France de cyclo-cross - Cyclo-cross de Pijnacker - Cyclo-cross de Niel (Trophée Gazet van Antwerpen) - 2e du Grand Prix des Pays-Bas de cyclo-cross - 2008-2009 - Champion des Pays-Bas de cyclo-cross - Internationale Centrumcross van Surhuisterveen, Surhuisterveen - 2009-2010 - Champion des Pays-Bas de cyclo-cross - 2010-2011 - Champion des Pays-Bas de cyclo-cross - Coupe du monde #6-Grand Prix Eric De Vlaeminck, Heusden-Zolder - Grand Prix Julien Cajot, Leudelange - 2011-2012 - Champion des Pays-Bas de cyclo-cross - 2012-2013 - 2e du championnat des Pays-Bas de cyclo-cross |

## Palmarès en VTT
- 2017
  -  Champion des Pays-Bas de cross-country marathon
- 2018
  -  Champion d'Europe de beachrace
  -  Champion des Pays-Bas de cross-country marathon

## Distinctions
- Cycliste espoirs néerlandais de l'année : 2005
- Cycliste néerlandais de l'année : 2007